# Jan Pieterszoon Smits
Jan Pieterszoon Smits (Bergambacht, gedoopt 30 mei 1745 – aldaar, 5 januari 1823) was een Nederlandse maire en schout (burgemeester).

## Leven en werk
Smits werd in 1745 geboren als zoon van de schout van Ammerstol, Berkenwoude en de Achterbroek, 's-Heeraertsberg en Bergambacht Pieter Smits Janszoon (1714-1784) en Lena Huigen Kock (1720-1794). Smits was notaris in Bergambacht. Daarnaast vervulde hij diverse bestuurlijke functies in de Krimpenerwaard. Hij was hoogheemraad van de Krimpenerwaard en tevens secretaris/penningmeester van de Krimpenerwaard. Op een kaart van het hoogheemraadschap van de Krimpenerwaard uit 1792 werd vermeld dat hij ook schout van Ammerstol, schout en secretaris van Berkenwoude en Achterbroek en schout en secretaris van Bergambacht was. Hij was in de Franse tijd maire en na die tijd schout (burgemeester) van Bergambacht. In 1817 werd hij als schout opgevolgd door zijn zoon Pieter.
Smits trouwde op 30 juni 1765 te Bergambacht met Trijntje Cornelisse Schouten. Hij hertrouwde op 12 november 1813 te Bergambacht met Dirkje Doesburg Hij overleed in januari 1823 op 77-jarige leeftijd in Bergambacht. 